# Maison de Luther
La maison de Luther (Lutherhaus en allemand) est un cloître et un musée où vécut pendant plus de 35 ans le réformateur protestant et fondateur du luthéranisme Martin Luther (1483-1546) à Wittemberg en Allemagne. Le musée est à ce jour le plus grand musée du monde de la Réforme protestante. Le bâtiment est reconnu comme site du patrimoine mondial depuis 1994.

## Historique
En 1502, l'université de Wittemberg est fondée sur ordre du duc Frédéric III de Saxe. En 1504, un cloître adjacent est construit par les moines de l'ordre de Saint Augustin sous le nom de « cloître noir » (rapport à la couleur de l’habit monacal des augustins). 

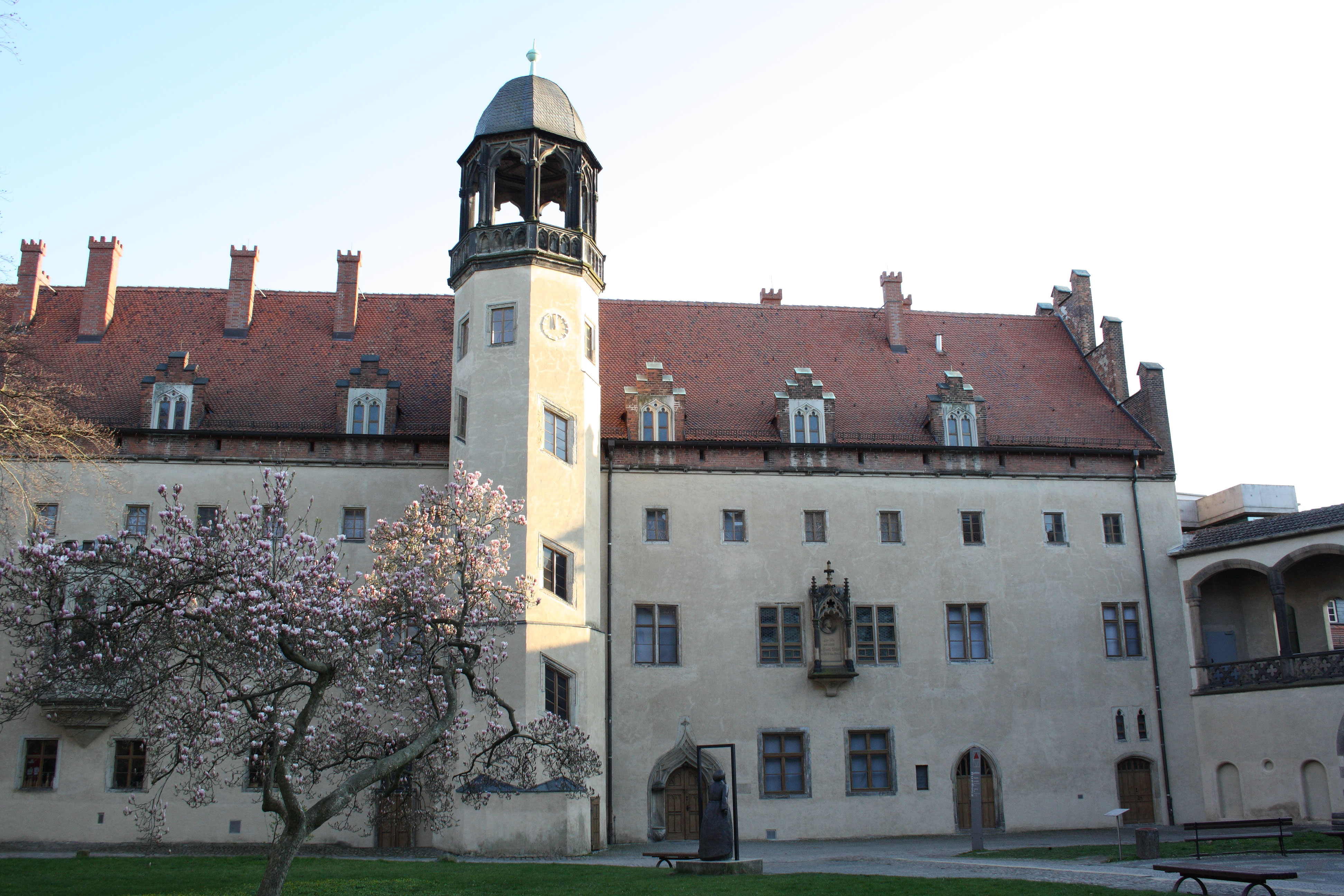
Résidence de Martin Luther à Wittemberg
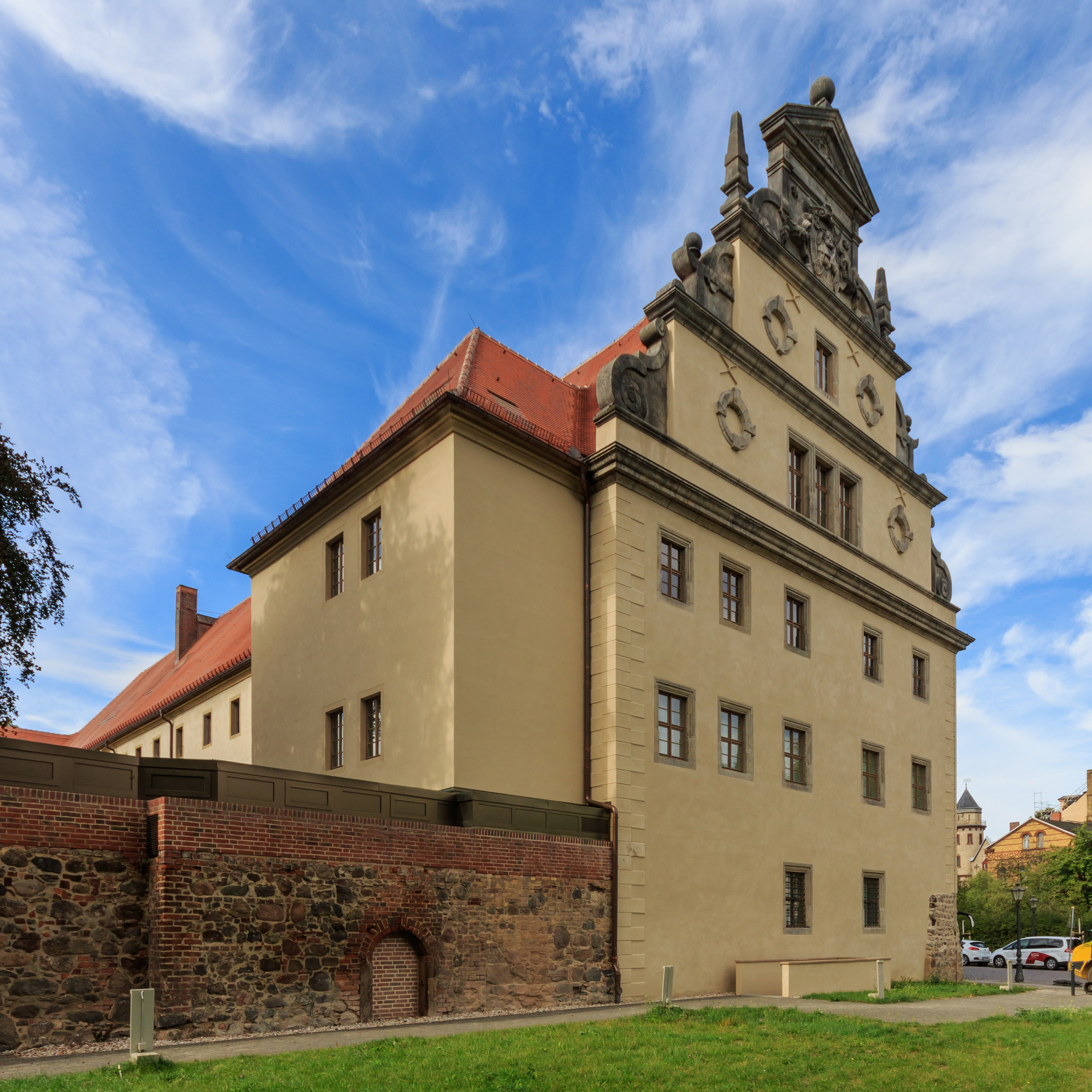
Façade est

En 1507, ordonné prêtre catholique, Martin Luther est envoyé au cloître universitaire de Wittemberg par son supérieur Johann von Staupitz pour poursuivre ses études en théologie. Il s'installe dans une cellule du nouveau cloître, obtient en 1508 un diplôme de docteur en théologie et commence à enseigner la théologie dans cette université (avec son disciple Philippe Mélanchthon). 

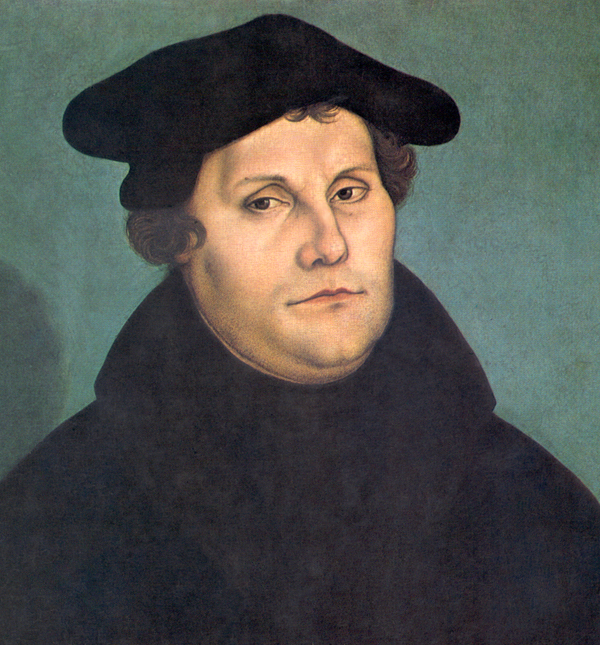
Martin Luther en 1533 par Lucas Cranach l'Ancien
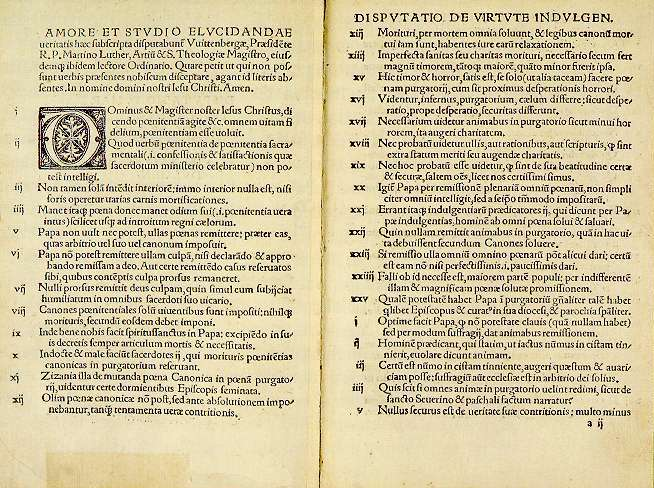
Les 95 thèses dédiées au pape Léon X
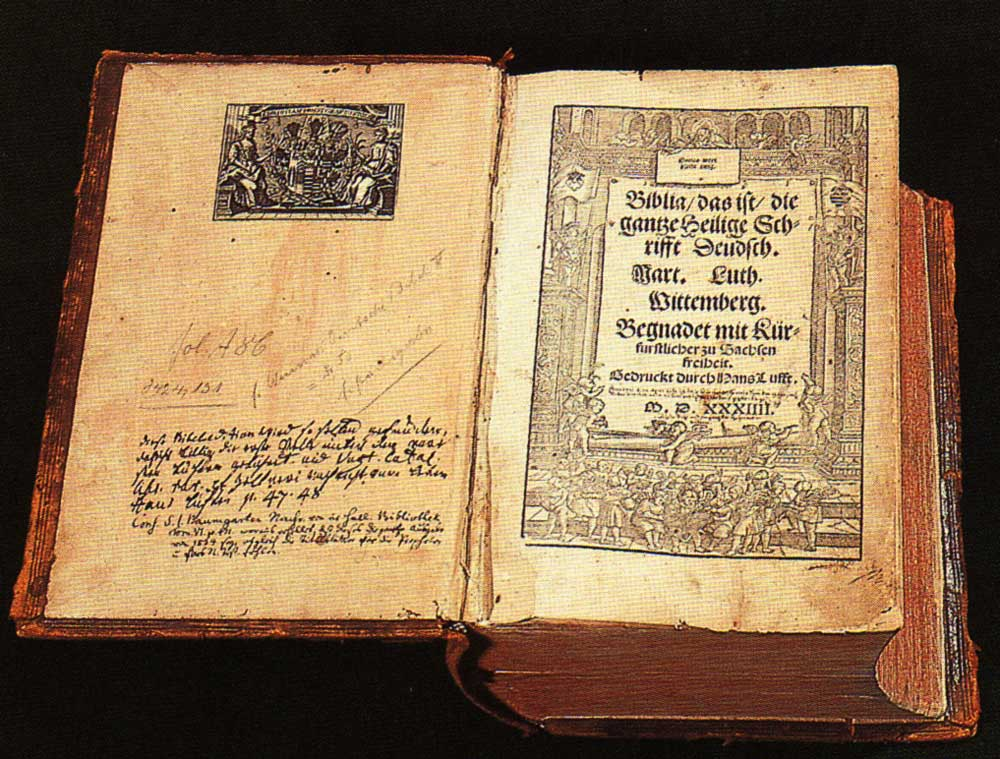
Bible en allemand de Luther
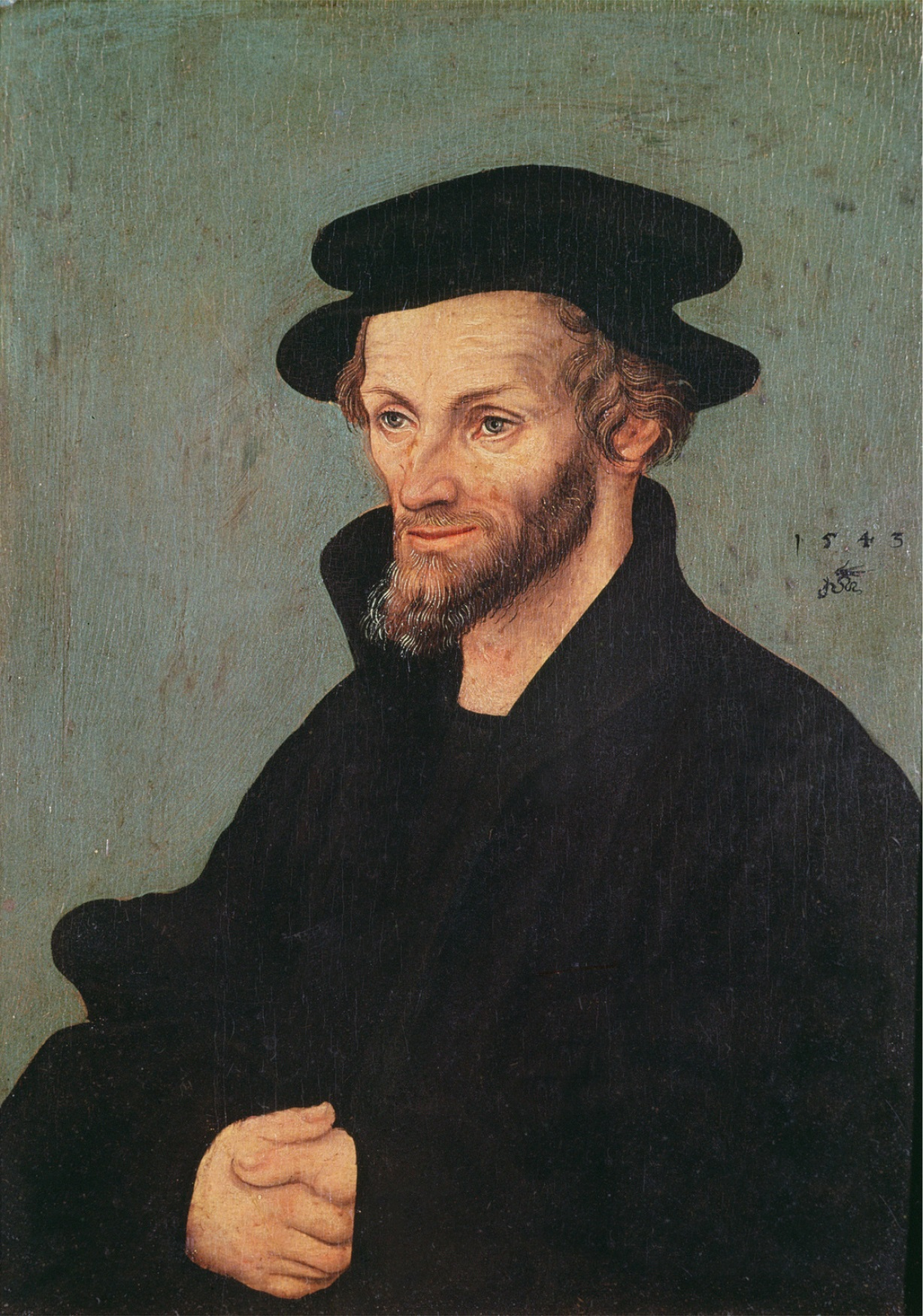
Philippe Mélanchthon par Lucas Cranach l'Ancien

En 1512, Luther commence à développer et à prêcher les principes de la Réforme protestante (notamment contre le commerce des indulgences). Il publie ses 95 thèses dédiées au pape Léon X et les affiche le 31 octobre 1517 sur les portes de l'église de la Toussaint de Wittemberg.
Après avoir refusé plusieurs fois de se rétracter, Luther reçoit le 3 janvier 1521 la bulle pontificale Decet Romanum Pontificem d'excommunication du pape Léon X. Le 26 mai 1521 l'empereur germanique Charles Quint promulgue l'Édit de Worms qui interdit le Luthéranisme et met Luther au ban du Saint-Empire romain germanique. Le cloître est dissous et abandonné et Luther se réfugie au château de Wartbourg sous protection de son ami le duc Frédéric III de Saxe. Il y traduit la Bible en allemand, qu'il diffuse largement grâce à l'invention de l'imprimerie de Gutenberg, ce qui constitue une révolution culturelle et religieuse. Il continue à rédiger et diffuser sa réforme sous le pseudonyme de chevalier Georges. 

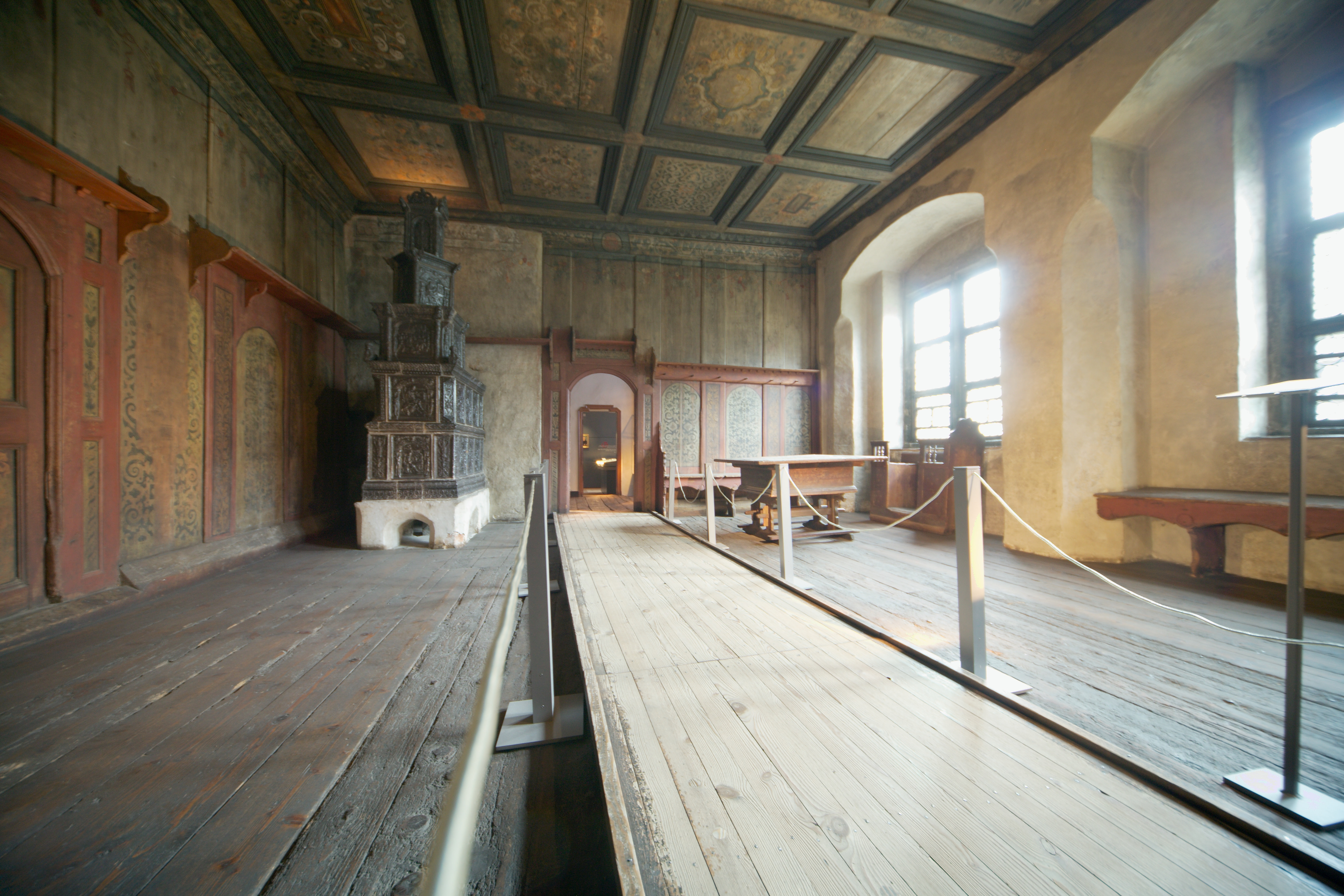
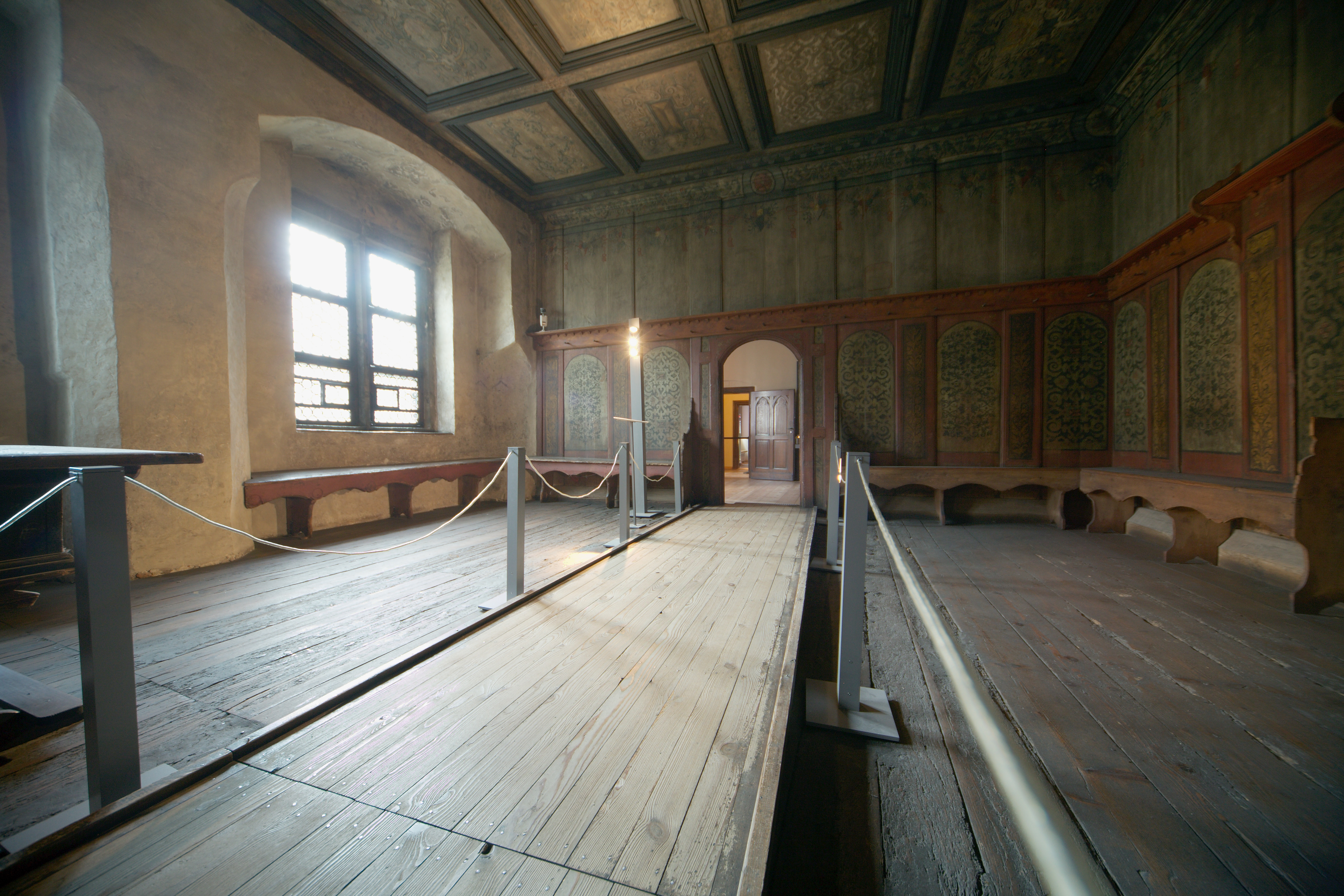
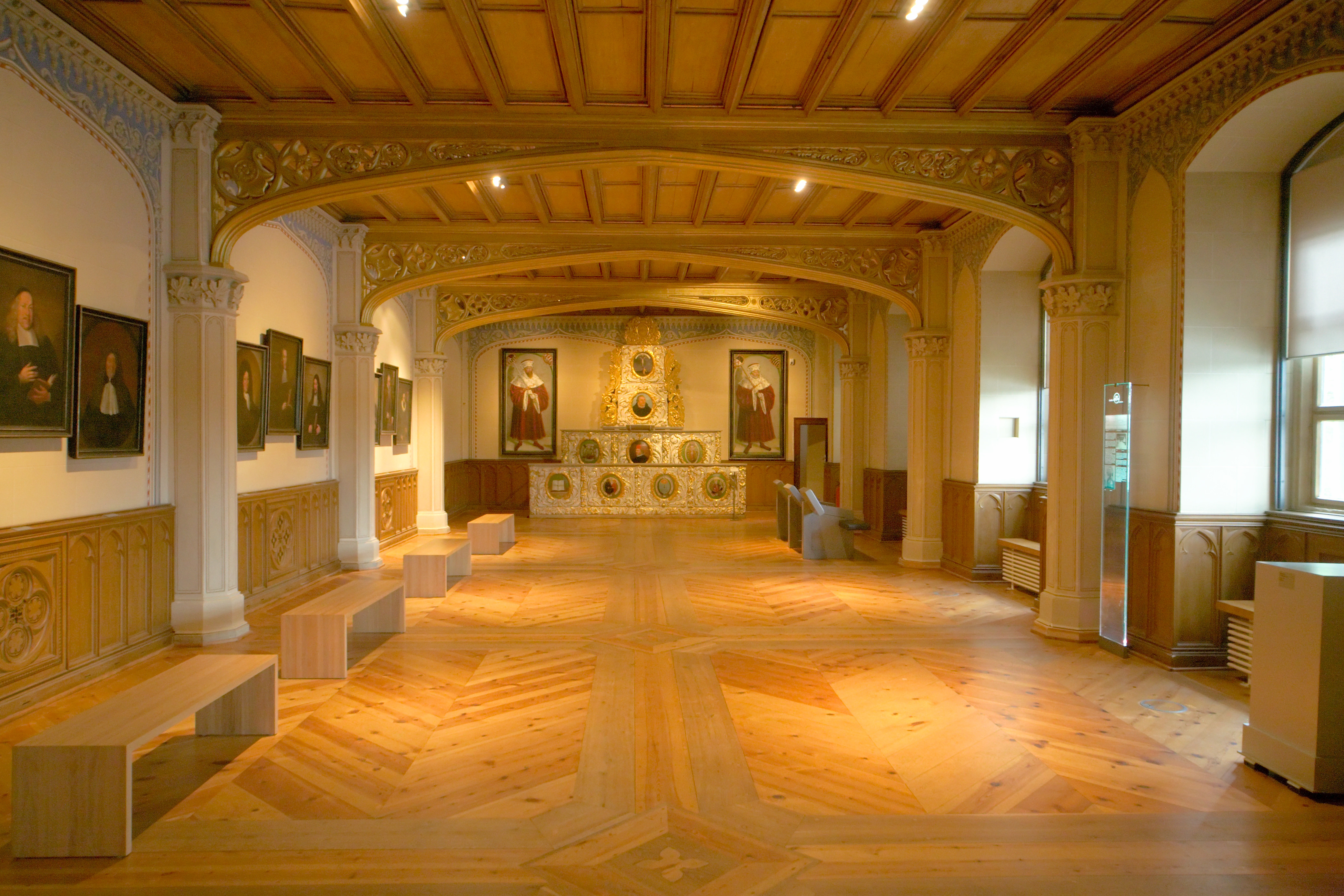

En 1524, Luther revient à Wittemberg, fort du succès de sa réforme auprès du peuple germanique (guerre des Paysans allemands) et de l'appui à partir de 1531 de la ligue de Smalkalde de Philippe Ier de Hesse puis de Jean-Frédéric Ier de Saxe. En 1525, il y épouse (en se mariant lui-même) l'ancienne religieuse Katharina von Bora dont il aura six enfants. En 1532 l'électorat de Saxe lui cède une partie du « cloître noir » où il vit avec sa famille jusqu’à sa disparition en 1546.
En 1564, la maison de Luther est vendue par ses héritiers à l'université qui y entreprend des transformations en laissant tels quels sa chambre et son salon. Le bienfaiteur de l'université Auguste Ier de Saxe fait construire une extension au bâtiment d'origine baptisée « Augusteum » pour abriter un séminaire protestant et une bibliothèque.
Entre 1761 et 1813, durant les guerres de Sept Ans puis les guerres napoléoniennes, la maison de Luther est utilisée comme hôpital militaire. Elle est ensuite donnée au « Séminaire Royal » qui en fait une école gratuite pour les pauvres après la dissolution de l'université de Wittemberg et son intégration à la nouvelle université Martin-Luther de Halle-Wittenberg.
Entre 1853 et 1856 l'architecte Friedrich August Stüler engage d'importants travaux de reconstruction de la maison très endommagée par le temps. Le bâtiment abrite alors un séminaire luthérien entre 1834 et 1937.
En 1883 le « musée de la maison de Luther » est inauguré (et agrandi à tout le cloître avec le temps) avec pour thème la Réforme protestante et la vie de Martin Luther. Ce musée est à ce jour le plus grand musée du protestantisme du monde avec de nombreux objets originaux de la vie de Luther, tableaux de Lucas Cranach l'Ancien, bibles, brochures, manuscrits, etc.